# Carla Esparza
Carla Kristen Esparza (ur. 10 października 1987 w Redondo Beach) − amerykańska grapplerka, zapaśniczka oraz zawodniczka mieszanych sztuk walki (MMA). Była mistrzyni Invicta FC oraz UFC w wadze słomkowej (do 52 kg).

## Amatorskie i kolegialne zapasy
Treningi MMA rozpoczęła podczas swojego pierwszego roku nauki w Redondo Union High School w Redondo Beach. Tam trenowała również zapasy. Po wygraniu wielu lokalnych i krajowych turniejów zapaśniczych w szkołach średnich otrzymała stypendium do Menlo College, szkoły NAIA Division 1 w północnej Kalifornii, gdzie trenowała z byłym dwukrotnym olimpijczykiem Lee Allenem.
Podczas studiów trenowała brazylijskie jiu-jitsu w Gracie Academy w Torrance pod kierunkiem Renera i Ryrona Gracie.

## Kariera MMA

### Wczesna kariera
Zadebiutowała w 2010 roku pokonując przez techniczny nokaut Cassie Trost. Przez następne dwa lata walczyła m.in. na galach Bellatora przegrywając tamże z gwiazdą żeńskiego MMA w Japonii Megumi Fujii oraz Jessicą Aguilar.

### Invicta FC
W 2012 związała się z nowopowstałą organizacją Invicta FC zrzeszającą wyłącznie zawodniczki. Przez niecały rok stoczyła dwa pojedynki, oba zwycięskie, a 5 stycznia 2013 zdobyła pas mistrzowski w wadze słomkowej (do 52 kg). Od 2014 roku Invicta FC nawiązała bliską współpracę z UFC. Część zawodniczek przeszła do UFC, a inna grupa wystąpiła w reality-show The Ultimate Fighter, gdzie główną nagrodą prócz kontraktu z największą organizacją na świecie było inauguracyjne mistrzostwo UFC w nowo-powstałej kategorii słomkowej.

### UFC

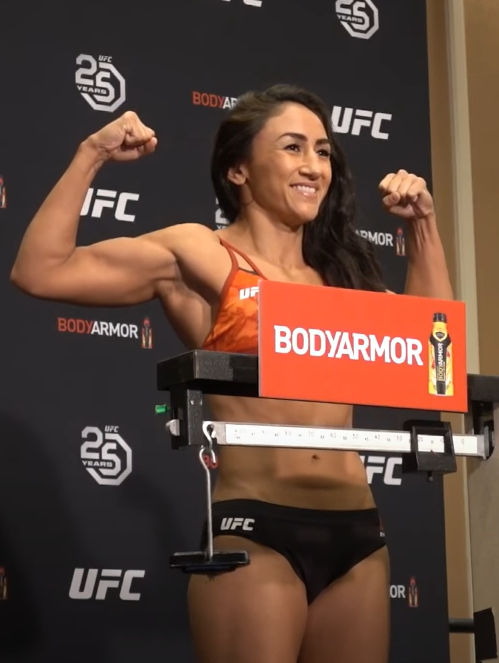
Esparza na ważeniu przed galą UFC 228.

Esparza wzięła udział w TUF-ie który zwyciężyła pokonując w eliminacjach m.in. Jessicę Penn. W finale programu który odbył się 12 grudnia 2014 pokonała przed czasem mającą litewskie korzenie Rose Namajunas i została pierwszą mistrzynią UFC wagi słomkowej. W pierwszej obronie mistrzowskiego pasa zmierzyła się z zawodniczką z Polski Joanną Jędrzejczyk. Ostatecznie Esparza nie zdołała obronić tytułu ulegając Polce przed czasem w 2. rundzie.
W rewanżowym starciu o charakterze mistrzowskim, zawalczyła ponownie z Rose Namajunas. Walka nie zakończyła się przed czasem jak to miało miejsce podczas ich pierwszego starcia. Po wyrównanej walce zwyciężyła niejednogłośnie na punkty (49-46) (48-47), w tym jeden sędzia punktujący przyznał (48-47) dla Namajunas. Esparza odzyskała mistrzostwo w wadze słomkowej po 7 latach odkąd utraciła je z rąk Joanny Jędrzejczyk.
Podczas pierwszej obrony utraciła pas mistrzowski w kategorii słomkowej w walce z Zhang Weili 12 listopada 2022 roku na gali UFC 281 w Nowym Jorku.
W ostatniej walce zmierzyła się z Tecią Pennington 5 października 2024 na gali UFC 307 w Salt Lake City. Przegrała przez jednogłośną decyzję sędziowską i po walce przeszła na emeryturę sportową. 

## Osiągnięcia

### Mieszane sztuki walki
- 2013−2014: mistrzyni Invicta FC w wadze słomkowej
- 2014: zwyciężczyni 20. sezonu The Ultimate Fighter w wadze słomkowej
- 2014−2015: mistrzyni UFC w wadze słomkowej
- 2022−2022: mistrzyni UFC w wadze słomkowej

### Grappling
- 2008, 2009: Menlo Oaks All-American[11]
- 2011: Mistrzostwa USA IBJJF − 1. miejsce
- 2013: Mistrzostwa Panamerykańskie − 2. miejsce w kat. piórkowej (niebieskie pasy)[12]